# Оливера Јевтић
Оливера Јевтић (Ужице, 24. јул 1977) српска је атлетичарка — тркачица на велике удаљености.

## Каријера
Рођена је 24. јула 1977. у Ужицу, где и сада живи. Од почетка каријере је у ужичком Атлетском клубу „Младост”. Њен тренер је Славко Кузмановић, који и сам има запажене резултате у атлетици.
Више пута је проглашавана за најбољу атлетичарку Југославије, Србије и Црне Горе, Србије. Дневни лист Спорт је 1996. прогласио Оливеру за младог спортисту године, а 2006. јој је додељена награда „Златна значка”, награда за најбољег спортисту у Србији. Исте године, као и 1998. и 1999. је проглашена за најбољу спортисткињу од стране Олимпијског комитета Србије, односно Југославије.
Представљала је Србију пет пута на Олимпијским играма 2000, 2004, 2008, 2012. и 2016. године.
Освојила је сребрну медаљу у маратону на Европском првенству 2006. у Гетеборгу у Шведској.

## Награде
- Најбоља млада спортисткиња Југославије (1996)
- Спортисткиња године по избору Олимпијског комитета Југославије, СЦГ, Србије (1998, 1999, 2006)
- Златна значка Спорта (2006)
- Мајска награда (2007)

## Резултати
- 2002 Њујоршки маратон — 3. место
- 2003 Амстердамски маратон — 1. место
- 2003 Њујоршки маратон — 9. место
- 2004 Видовданска трка Брчко (10 км 1. место рез. 32,07 једанаесто време сезоне у свету
- 2004 Бостонски маратон — 3. место
- 2006 Бостонски маратон — 7. место
- 2007 Београдски маратон, маратонска трка — 1. место
- 2007 Видовданска трка Брчко (10 км) 1. место рез. 32,08 двадесето време сезоне у свету
- 2007 Порто полумаратон — 2. место
- 2008 Београдски маратон, полумаратонска трка — 1. место
- 2008 12. Видовданска трка Брчко (10 км) 1. место рез. 32.04 (нови рекорд стазе)
- 2009 Београдски маратон, полумаратонска трка — 1. место
- 2010 Београдски маратон, полумаратонска трка — 1. место
- 2014 8. Сарајевски полумаратон, полумаратонска трка — 1. место[2]
- 2015 9. Сарајевски полумаратон, полумаратонска трка — 1. место[2]
- 2015 3. Крагујевачки полумаратон, полумаратонска трка — 1. место[3]
- 2015 22. Подгорички маратон, маратонска трка — 1. место[4]

### Међународна такмичења
| Година | Такмичење                   | Место                 | Позиција  | Резултат |
| ------ | --------------------------- | --------------------- | --------- | -------- |
| 1996.  | Светско јуниорско првенство | Сидни, Аустралија     | 2. место  | 5.000 м  |
| 1998.  | Европско првенство          | Будимпешта, Мађарска  | 4. место  | 5.000 м  |
| 1998.  | Европско првенство          | Будимпешта, Мађарска  | 4. место  | 10.000 м |
| 2003.  | Светско првенство           | Сен Дени, Француска   | 8. место  | Маратон  |
| 2004.  | Олимпијске игре             | Атина, Грчка          | 6. место  | Маратон  |
| 2006.  | Европско првенство          | Гетеборг, Шведска     | 2. место  | Маратон  |
| 2010.  | Европско првенство          | Барселона, Шпанија    | 4. место  | Маратон  |
| 2011.  | Европско првенство у кросу  | Велење, Словенија     | 21. место |          |
| 2012.  | Европско првенство у кросу  | Сентандреја, Мађарска | 26. место |          |
| 2013.  | Европски куп                |                       | 3. место  | 10.000 м |
| 2013.  | Европско екипно првенство   | Гејтсхед, УК          | 1. место  | 5.000 м  |